# Basketball-Weltmeisterschaft

Die Basketball-Weltmeisterschaft ist ein Turnier für Basketballnationalmannschaften, das seit 1950 von der FIBA alle vier Jahre veranstaltet wird. In der Geschichte des Turniers wurde das Veranstaltungsjahr mehrfach um ein Jahr (vor und zurück) verschoben. Neben den Wettbewerben für Männer und Frauen werden auch Jugendweltmeisterschaften in den Altersklassen U21, U19 und U17 ausgetragen.
Aktueller Weltmeister der Männer ist Deutschland, das Serbien im Finale der Basketball-Weltmeisterschaft 2023 mit 83:77 besiegen konnte.

## Turniere im Überblick
| 1950 Details | Argentinien                    | Buenos Aires                                                          | Argentinien    | 64:50       | USA          | Chile       | 51:40         | Brasilien    | –               |
| 1954 Details | Brasilien                      | Rio de Janeiro                                                        | USA            | 62:41       | Brasilien    | Philippinen | 66:60         | Frankreich   | –               |
| 1959 Details | Chile                          | Antofagasta, Concepción, Santiago de Chile, Temuco, Valparaíso        | Brasilien      | 81:67       | USA          | Chile       | 86:85         | Taiwan       | –               |
| 1963 Details | Brasilien                      | Belo Horizonte, Curitiba, Petrópolis, Rio de Janeiro, São Paulo       | Brasilien      | 90:71       | Jugoslawien  | Sowjetunion | 69:67         | USA          | –               |
| 1967 Details | Uruguay                        | Córdoba, Mercedes, Montevideo, Salto                                  | Sowjetunion    | 71:59       | Jugoslawien  | Brasilien   | 80:71         | USA          | –               |
| 1970 Details | Jugoslawien                    | Karlovac, Ljubljana, Sarajevo, Skopje, Split                          | Jugoslawien    | 74:68       | Brasilien    | Sowjetunion | 62:58         | Italien      | –               |
| 1974 Details | Puerto Rico                    | Caguas, Ponce, San Juan                                               | Sowjetunion    | 82:79       | Jugoslawien  | USA         | 83:70         | Kuba         | –               |
| 1978 Details | Philippinen                    | Manila, Quezon City                                                   | Jugoslawien    | 82:81 n. V. | Sowjetunion  | Brasilien   | 86:85         | Italien      | –               |
| 1982 Details | Kolumbien                      | Bogotá, Bucaramanga, Cali, Cúcuta, Medellín                           | Sowjetunion    | 95:94       | USA          | Jugoslawien | 119:117       | Spanien      | –               |
| 1986 Details | Spanien                        | Barcelona, Ferrol, Madrid, Málaga, Oviedo, Saragossa, Teneriffa       | USA            | 87:85       | Sowjetunion  | Jugoslawien | 117:91        | Brasilien    | 13. Deutschland |
| 1990 Details | Argentinien                    | Buenos Aires                                                          | Jugoslawien    | 92:75       | Sowjetunion1 | USA         | 107:105       | Puerto Rico  | –               |
| 1994 Details | Kanada                         | Hamilton, Toronto                                                     | USA            | 137:91      | Russland     | Kroatien    | 78:60         | Griechenland | 12. Deutschland |
| 1998 Details | Griechenland                   | Marousi, Piräus                                                       | BR Jugoslawien | 64:62       | Russland     | USA         | 84:61         | Griechenland | –               |
| 2002 Details | USA                            | Indianapolis                                                          | BR Jugoslawien | 84:77 n. V. | Argentinien  | Deutschland | 117:95        | Neuseeland   | 3. Deutschland  |
| 2006 Details | Japan                          | Hamamatsu, Hiroshima, Saitama, Sapporo, Sendai                        | Spanien        | 70:47       | Griechenland | USA         | 96:81         | Argentinien  | 8. Deutschland  |
| 2010 Details | Türkei                         | Ankara, Istanbul, Izmir, Kayseri                                      | USA            | 81:64       | Türkei       | Litauen     | 99:88         | Serbien      | 17. Deutschland |
| 2014 Details | Spanien                        | Barcelona, Barakaldo, Granada, Las Palmas, Madrid, Sevilla            | USA            | 129:92      | Serbien      | Frankreich  | 95:93         | Litauen      | –               |
| 2019 Details | Volksrepublik China            | Peking, Nanjing, Suzhou, Wuhan, Guangzhou, Shenzhen, Foshan, Dongguan | Spanien        | 95:75       | Argentinien  | Frankreich  | 67:59         | Australien   | 18. Deutschland |
| 2023 Details | Philippinen, Indonesien, Japan | Bocaue, Quezon City, Pasay, Jakarta, Okinawa                          | Deutschland    | 83:77       | Serbien      | Kanada      | 127:118 n. V. | USA          | 1. Deutschland  |
| 2027 Details | Katar                          | Doha                                                                  |                |             |              |             |               |              | –               |

1Die UdSSR spielte ohne Spieler aus Litauen, Lettland und Estland.

## Medaillenspiegel
Stand: 2023
| Rang | Land                       | Goldmedaillen | Silbermedaillen | Bronzemedaillen | Gesamt |
| ---- | -------------------------- | ------------- | --------------- | --------------- | ------ |
| 1    | USA                        | 5             | 3               | 4               | 12     |
| 2    | Jugoslawien BR Jugoslawien | 5             | 3               | 2               | 10     |
| 3    | Sowjetunion                | 3             | 3               | 2               | 8      |
| 4    | Brasilien                  | 2             | 2               | 2               | 6      |
| 5    | Spanien                    | 2             | 0               | 0               | 2      |
| 6    | Argentinien                | 1             | 2               | 0               | 3      |
| 7    | Deutschland                | 1             | 0               | 1               | 2      |
| 8    | Russland                   | 0             | 2               | 0               | 2      |
|      | Serbien                    | 0             | 2               | 0               | 2      |
| 10   | Griechenland               | 0             | 1               | 0               | 1      |
|      | Türkei                     | 0             | 1               | 0               | 1      |
| 12   | Chile                      | 0             | 0               | 2               | 2      |
|      | Frankreich                 | 0             | 0               | 2               | 2      |
| 14   | Kroatien                   | 0             | 0               | 1               | 1      |
|      | Philippinen                | 0             | 0               | 1               | 1      |
|      | Litauen                    | 0             | 0               | 1               | 1      |
|      | Kanada                     | 0             | 0               | 1               | 1      |